# Rovnost (pracovní tábor)
Tábor Rovnost sloužil nejprve jako zajatecký a následně jako trestanecký pracovní tábor k ubytování nesvobodných pracovních sil, zaměstnaných k těžbě uranové rudy. Proslulým se stal především v letech 1949–1961, kdy se stal v rámci soustavy 18 trestaneckých táborů jedním z největších a nejtvrdších.  Areál trestaneckého tábora Rovnost, krycím označením „P“, se nalézal v bezprostřední blízkosti jáchymovského uranového dolu Rovnost I. Tábor se stal proslulým pro nezákonnosti páchané na zdejších vězních. Známým je však i pro četné historické dezinterpretace a muklovské legendy, které jsou teprve v posledních letech
 uváděny na pravou míru (tzv. Palečkův hrad, postava Františka Palečka alias Albína Dvořáka a další). V blízkosti areálu bývalého tábora vede naučná stezka Jáchymovské peklo.

## Historie tábora

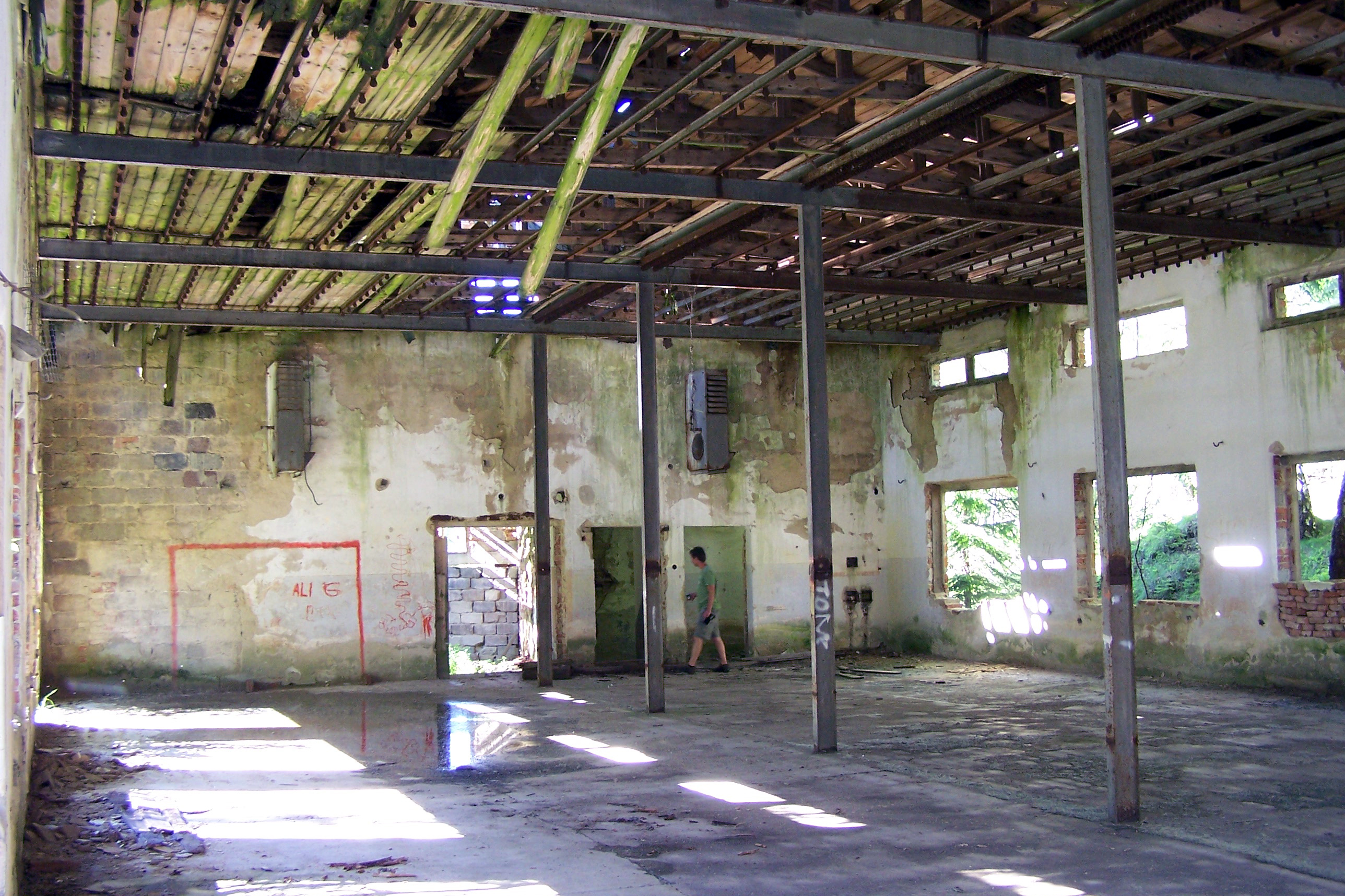
Bývalá převlékárna

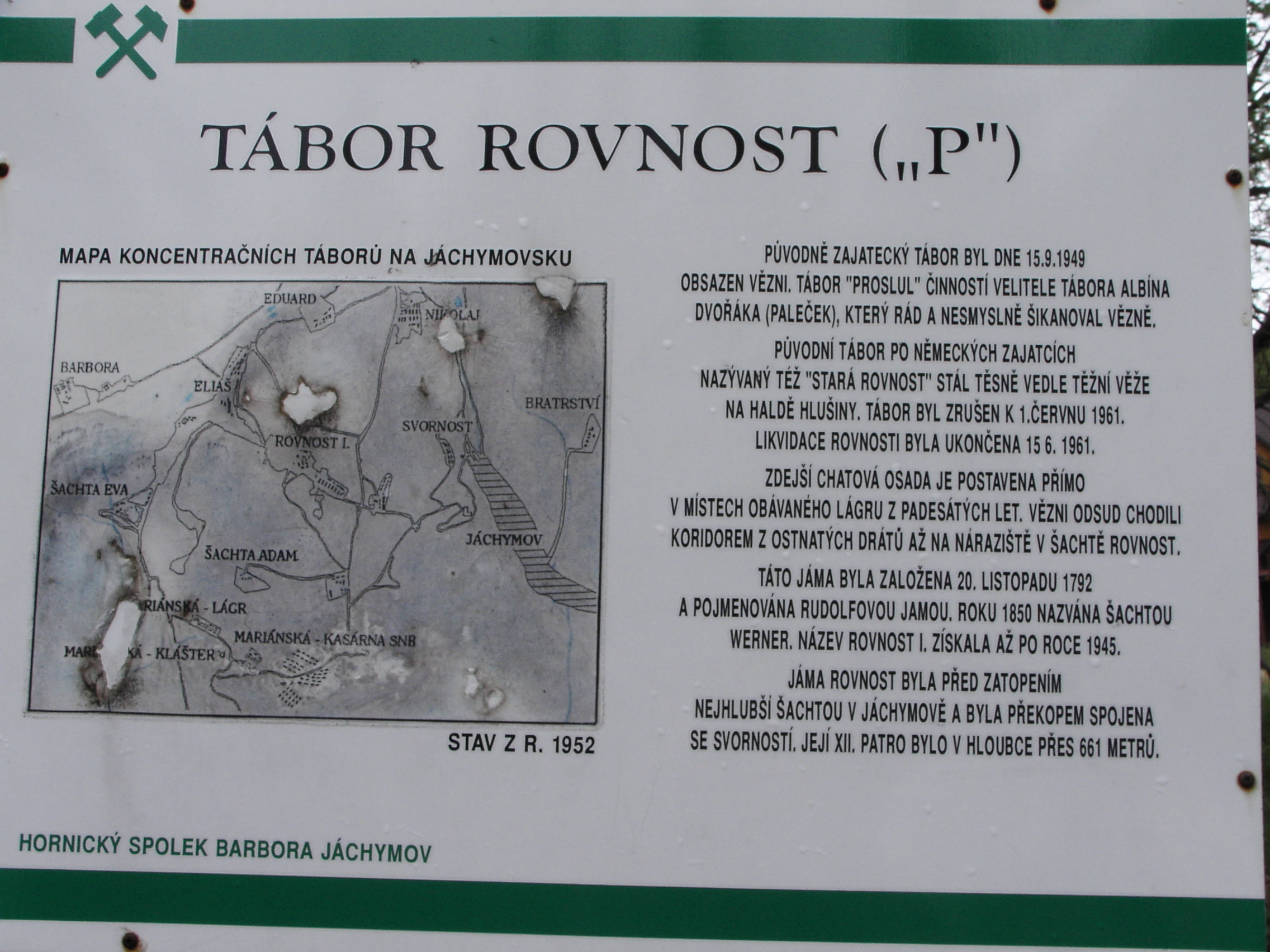
Informační tabule v místě bývalého lágru Rovnost

Důl i areál tábora byly zbudovány západně nad Jáchymovem, v místě zvaném Zimmerhöhe, dnes Důlní vrchy. Zde byl uveden do provozu nejhlubší jáchymovský důl Werner, v roce 1945 přejmenovaný na důl Rovnost, respektive „závod Rovnost I n. p. Jáchymovské doly“.
První provizorní ubikace pro válečné zajatce vznikla u tehdejšího dolu Werner během nacistické okupace. V roce 1946 byly do těchto primitivních ubikací nastěhováni bývalí němečtí vojáci, zajatí sovětskou armádou. Na další tři a půl roku se tábor Rovnost stal součástí tuzemské soustavy sovětských táborů GUPVI. Zajatci byli nuceni za primitivních podmínek těžit uranovou rudu pro národní podnik Jáchymovské doly.
Dne 15. září 1949, respektive 19. září 1949 byl zdejší zajatecký tábor zrušen a do areálu byla umístěna první skupina odsouzených československých vězňů a také vězňů retribučních. Postupně pak byli přiváženi další a další odsouzení, takže celá československá soustava trestaneckých táborů postupně rostla a sílila. Ubikace původního tábora Rovnost, někdy také zvaného „stará Rovnost“, stály hned u těžní věže. Tento areál na okraji svahu však nebylo možné kam rozšiřovat. Začátkem roku 1950 proto došlo k rozhodnutí o přesunu táborového areálu na mýtinu západně od dolu Rovnost I. Stavba prvních ubikací byla zřejmě dokončena koncem jara roku 1950. Stěhování trestanců ze staré Rovnosti na novou však zřejmě pokračovalo až do závěru roku 1950.

## Vzhled tábora
Jako všechny ostatní zajatecké i trestanecké tábory, také areál tábora Rovnost byl obehnán dvojitým vysokým drátěným plotem z ostnatého drátu. Areál tábora byl střežen z šesti strážných věží, zvaných špačkárny. Ke vstupu do tábora sloužily dvě brány. Hlavní branou přicházely do tábora noví trestanci, inspekční kontroly, dovoz zásob. Druhá menší brána spojovala tábor s důlní šachtou Rovnost I. Z tábora k šachtě vedla vyznačená cesta, v určité době zde dokonce byl samostatný koridor z ostnatého drátu – tunel, trestanci zvaný „Ulička ztracených nadějí“ nebo „Ulička komunismu“.
K ubytování vězňů v táboře sloužily primitivní ubytovací baráky ze dřevěných prken. Topit se v nich smělo jen přes den a v omezeném rozsahu. Na osobní věci směl mít každý trestanec papírovou krabici. K potrestání neukázněných vězňů a také pro vězně, kteří neplnili pracovní plán, sloužila táborová korekce. Odpírači těžby uranové rudy – zvláště mladí svědkové Jehovovi – byli vystavováni krutému povětrnostnímu počasí tím, že museli několik dní a nocí stát na mrazu před velitelským barákem nebo u táborového oplocení.

## Nejznámější dozorci v táboře Rovnost

### František Paleček, známý jako Albín Dvořák
František Paleček byl náčelníkem trestaneckého tábora Rovnost v letech 1951–1954. Je vůbec nejznámějším představitelem správy jáchymovských táborů. O jeho údajné krutosti se v memoárové literatuře šíří nejrůznější mýty, nekriticky přejímané dalšími autory. Pečlivé historické výzkumy přitom ukazují, že jen málokterá z těchto legend se zakládá na realitě.
Pamětníci i archivní zdroje se shodují, že František Paleček měl obtížně pochopitelnou povahu a nevyrovnanou osobnost. Svou přirozenou inteligencí převyšoval řadu svých kolegů z SNB. Stejně tak se vymykal svou extrémní důsledností a vyhroceným dodržování táborové disciplíny, kterou opakovaně dováděl do absurdních rovin. Prokázaným faktem je i jeho nelidské mučení svědků Jehovových, které pravidelně nechával stát na táborovém pranýři několik dní na mraze.

### Josef Vašíček, známý jako Fešák
V letech 1957 až 1960 působil na Rovnosti v postavení táborového náčelníka Josef Vašíček. Také jemu připisují někteří bývalí političtí vězňové násilnické sklony. Vyšetřování prováděná v letech 1968–1970 ani po roce 1989 mu však žádný konkrétní skutek nezákonného jednání neprokázala.

## Případy nejznámějších nezákonností z tábora Rovnost
Trestání vězňů před velitelským barákem nebo u táborového oplocení uvádí ve svých vzpomínkách na tábor Rovnost celá řada zdejších bývalých vězňů. Disciplinární stavění vězňů mráz bylo uplatňováno prakticky ve všech tuzemských trestaneckých uranových táborech, na Rovnosti se však důsledkem Palečkovy důslednosti stalo mementem nelidského zacházení, které opakovaně a dlouhodobě docházelo až do úplné krajnosti. Za některé drobné poklesky zde byli někteří trestanci na dvě hodiny postaveni na mráz. Radikální adventisté sedmého dne, kteří odmítali fárat v sobotu, museli celý den stát na mraze a pak jít na šachtu v neděli. Mladí svědkové Jehovovi, kteří uran odmítali těžit proto, že sloužil k výrobě zbraní, museli na mraze stát celý týden.
| „ | „Patřilo to k režimu velitele tábora Dvořáka (‚Palečka‘), známého i jinými tresty: Svědky Jehovovy, kteří odmítali pracovat pro válečné účely, a tedy také těžit uran, nechal dva dny a dvě noci stát spoutané v odstřelovacím [sic] pásmu u plotu; jindy stáli vězňové třináct hodin v mrazu ve sněhu – několik skončilo v nemocnici.“ | “ |

V květnu roku 1957 došlo na táboře Rovnost k úmrtí vězně Vladimíra Požára, které je v memoárové literatuře rovněž hojně zmiňováno. Ani přímí pamětníci se však neshodnou na přesném průběhu událostí. nesměl mít opasek, ani tkaničky. Jednotliví bývalí vězňové navíc obviňují rozdílné příslušníky táborové ostrahy. Důsledkem toho není jasné nic více, než že vězeň Požár za blíže nevyjasněných okolností zemřel v táborové korekci. Více světla do případu nevneslo ani zkoumání Úřadem pro dokumentaci a vyšetřování. Na jednu z možných variant upozorňují autoři publikace Jáchymovské tábory – peklo, ve kterém mrzlo, kteří s poukazem na jiné případy diskutují o možnosti neúměrné pacifikace vzpurného vězně s využitím speciálního donucovacího chvatu zvaného „kravata“.

## Konec tábora
Tábor Rovnost byl zrušen k 1. červnu 1961. Následně byl zlikvidován i důlní areál Rovnost I. Několik technických budov bývalého důlního areálu bylo přebudováno na privátní rekreační objekty. Nové drobné rekreačních chaty vznikly rovněž na místě bývalého trestaneckého tábora. Bez dalšího využití zůstává dodnes v bývalém důlním areálu Rovnost I stát převlékárna (takzvaná řetízkárna). Nedaleko od ní (mimo bývalý táborový areál) dodnes stojí také torzo takzvaného Palečkova hradu, někdy též zvaného Fuchsburg. V bezprostřední blízkosti bývalého tábora dodnes stojí také dvě bývalé budovy SNB.